# Linia kolejowa Wutha – Ruhla
Linia kolejowa Wutha – Ruhla – dawna jednotorowa, regionalna linia kolejowa w Turyngii. Została wybudowana przez Ruhlaer Eisenbahn-Gesellschaft, która została założona jako korporacja w 1880 roku. Jedna szósta kapitału należała do księstwa Saksonia-Weimar-Eisenach i Saksonia-Coburg-Gotha; dwie trzecie znajdowało się w prywatnych rękach. Linia odgałęziała się w Wutha od linii kolejowej Halle-Bebra (odcinek Erfurt – Eisenach) i biegła do Lasu Turyńskiego do punktu końcowego w Ruhla.